# Đặng Văn Đoài
Đặng Văn Đoài (sinh năm 1960) là phó giáo sư ngành khoa học an ninh, tiến sĩ, Thiếu tướng Công an nhân dân Việt Nam. Ông hiện giữ chức vụ Hiệu trưởng Trường Đại học An ninh nhân dân (tại Thành phố Hồ Chí Minh).

## Tiểu sử
Đặng Văn Đoài sinh năm 1960, quê quán tại huyện Tứ Kỳ, tỉnh Hải Dương.
Ông là đảng viên Đảng Cộng sản Việt Nam.
Tháng 12 năm 2009, Đại tá Đặng Văn Đoài, trưởng khoa tại Trường Đại học An ninh nhân dân được Hội đồng chức danh Giáo sư Nhà nước Việt Nam phong học hàm phó giáo sư ngành khoa học an ninh.
Tháng 4 năm 2017, Thiếu tướng Đặng Văn Đoài được Tổng cục Chính trị Công an nhân dân đề nghị xét tặng danh hiệu nhà giáo ưu tú.
Ông hiện giữ chức vụ Hiệu trưởng Trường Đại học An ninh nhân dân.
Trong Đảng Cộng sản Việt Nam, ông là Bí thư Đảng ủy Trường Đại học An ninh nhân dân (2016-2019).

## Lịch sử thụ phong quân hàm
- Đại tá
- Thiếu tướng Công an nhân dân Việt Nam (thụ phong năm 2017)[3][4]

## Gia đình
Đặng Văn Đoài đã kết hôn với bà Nguyễn Thị Mỹ Lan. Bà Lan sinh năm 1966 tại xã Hội An, huyện Chợ Mới, tỉnh An Giang. Năm 2016, bà Lan là Đại tá Công an, Trưởng phòng Tổ chức Cán bộ Công an Thành phố Hồ Chí Minh. Hai người có với nhau hai con.